# Université de Caroline du Nord à Asheville
L'université de Caroline du Nord à Asheville (en anglais : University of North Carolina at Asheville ou UNCA) est une université américaine située à Asheville en Caroline du Nord.

## Présentation

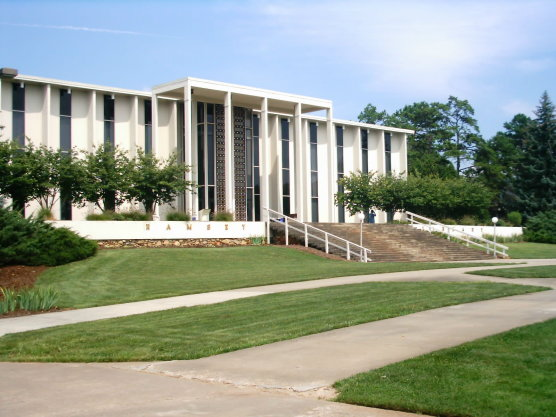
Campus de l'université de la Caroline du Nord à Asheville